# 素還真 (電影)
《素還真》是一部2022年台灣布袋戲奇幻冒險片，改編自霹靂布袋戲旗下角色素還真，從年少時期講述該角的起源故事，揭曉他與師父的感人師徒情。電影由黃強華執導並與黃亮勛合作編劇，黃文擇配音素還真，2022年1月28日台灣院線上映。

## 製作
素還真為霹靂布袋戲家喻戶曉的知名角色，前傳電影設定從年少時期講述該角的起源故事。電影由霹靂國際多媒體董事長黃強華執導，籌備期長達四年，並花費兩年編寫劇本。據監製兼合作編劇黃亮勛所述，電影製作成本達1億新台幣。霹靂過去曾推出過賣座1.5億新台幣的《聖石傳說》（2000年），以及商業失利的《奇人密碼－古羅布之謎》（2015年），黃強華為此從《聖石傳說》吸取經驗，將《素還真》的受眾目標設定得更為廣泛，期望吸引年輕觀眾；「我知道這難度很高，因為有世代的文化隔閡，他們會有刻板印象覺得是上一輩的東西。」電影上映前，黃強華還有意推出續集。
黃強華的弟弟黃文擇回歸配音素還真，替該角配音逾三十年，為本片的配音工作花費十個月之久。黃強華也一人分飾多角；但避免令新觀眾對分飾多角感到奇怪，而透過聲音導演去調整黃文擇的表演方式。視覺特效總監丁子秦表示《素還真》的場景相當耗錢費時，除了搭建十個主場景外，為配合戲偶還一一照比例製作道具。

## 音樂
張衞帆擔任本片作曲家暨音樂總監，製作團隊還聘來巴西金屬樂團火神安格拉鼓手布魯諾·華爾維德（Bruno Valverde）以管弦樂團負責演奏曲目。紀念黑膠原聲帶於2022年1月28日與電影同步發行。

## 發行
《素還真》2022年1月28日台灣院線上映，曾受COVID-19疫情影響而延期。電影上映前已從媒體試映和企業包場上都獲得正面的評價。成本1億加上1000萬新台幣的宣傳費用，黃亮勛表示期望票房能突破2億新台幣。2021年9月30日，首支預告片發表。

## 迴響

### 票房
電影台灣上映時票房表現不佳，上映一週後全國票房總計僅1600萬新台幣。

### 評價
《素還真》在影評及觀眾間口碑褒貶不一，普遍認為電影難以拉攏新觀眾，也不討好老粉絲。身為粉絲的藝人黃鐙輝對本片表示肯定；演員蔡嘉茵、作家九把刀及其妻子周亭羽也都給予好評。關鍵評論網的傅紀鋼在評論中寫道：「在追求擴大客群的訴求下，《素還真》捨棄了冗長的文戲、台詞，但黃文擇那『百年僅見』的國寶級布袋戲口白，黃強華那雄霸布袋戲界的編劇，卻也全妥協在這『跟上時代』的大纛之下……」。

## 獎項紀錄
| 類別                         | 頒獎日期            | 獎項                   | 入圍者／作品                                  | 結果 |
| 台北電影獎                   | 2022年7月9日        | 百萬首獎               | 《素還真》                                    | 提名 |
| 台北電影獎                   | 2022年7月9日        | 最佳動畫片             | 《素還真》                                    | 獲獎 |
| 台北電影獎                   | 2022年7月9日        | 最佳造型設計           | 霹靂國際多媒體股份有限公司、 塏鈺設計有限公司 | 獲獎 |
| 台北電影獎                   | 2022年7月9日        | 最佳視覺效果           | 大畫電影文化股份有限公司                      | 提名 |
| 台北電影獎                   | 2022年7月9日        | 最佳傑出技術           | 聲音演出：黃文擇                              | 獲獎 |
| 台北電影獎                   | 2022年7月9日        | 媒體推薦               | 《素還真》                                    | 獲獎 |
| 台北電影獎                   | 2022年7月9日        | 最佳電影行銷           | 《素還真》                                    | 提名 |
| 台北電影獎                   | 2022年7月9日        | 最佳海報               | 《素還真》                                    | 提名 |
| 台北電影獎                   | 2022年7月9日        | 最佳預告片             | 《素還真》                                    | 提名 |
| 台北電影獎                   | 2022年7月9日        | LINE TODAY觀眾票選海報 | 《素還真》                                    | 獲獎 |
| 第26屆韓國富川國際奇幻電影節 | 2022年7月9、10日    | Merry-Go-Round單元     | 《素還真》                                    | 入選 |
| 紐沙特奇幻影展               | 2022年7月1至9日     | Asian Competition      | 《素還真》                                    | 獲獎 |
| 第26屆加拿大奇幻電影節       | 2022年7月14至8月3日 | 亞洲電影最佳觀眾票選獎 | 《素還真》                                    | 提名 |
| 第59屆金馬獎                 | 2022年11月19日      | 最佳美術設計           | 林典右、曾豪銘、林芷蔚                        | 提名 |
| 第59屆金馬獎                 | 2022年11月19日      | 最佳造型設計           | 樊仕清、 陳有豐                               | 獲獎 |
| 第59屆金馬獎                 | 2022年11月19日      | 最佳動作設計           | 廖嘉升、 林奎協、 莊人銘                      | 提名 |

## 外部連結
- 互联网电影数据库（IMDb）上《素還真》的资料（英文）
- Yahoo奇摩電影上《素還真》的資料（繁體中文）
- 開眼電影網上《素還真》的資料（繁體中文）
- 台灣電影網上《素還真》的資料（繁體中文）